# Rising Again
Rising Again è un album dal vivo del cantautore scozzese Donovan, pubblicato nel 2001.

## Tracce

### Disco 1
1. Jennifer Juniper – 2:00
2. Catch the Wind – 3:41
3. Josie – 3:24
4. Hurdy Gurdy Man – 6:04
5. Sunshine Superman – 3:53
6. Colours – 2:51
7. There Is a Mountain – 3:06
8. Mellow Yellow – 3:24
9. Sadness – 2:49
10. Universal Soldier – 2:44
11. Cosmic Wheels – 3:42
12. Isle of Islay – 2:27
13. Trucking Your Blues Away – 2:22
14. Wear Your Love Like Heaven – 2:17
15. Love Will Find a Way – 2:44
16. The Pee Song – 1:43

### Disco 2
1. Sailing Homeward – 3:27
2. Mr. Flute Man – 2:11
3. Laléna – 3:13
4. Young Girl Blues – 5:05
5. Young But Growing – 3:42
6. Stealing – 4:17
7. Season of the Witch – 3:39
8. Atlantis – 3:05
9. Colours – 2:21
10. To Susan on the West Coast Waiting – 1:39
11. Catch the Wind – 2:40
12. Make Up Your Mind to Be Happy – 5:27
13. Happiness Runs – 5:33